# Fredriksborg, Haninge kommun
Fredriksborg är en bebyggelse runt Häringe kapell i Haninge kommun. Från 2015 avgränsar SCB här en småort.